# Rubén Agüero
Rubén José Agüero (nacido el 20 de febrero de 1960) es un futbolista argentino retirado que jugó como defensa y es entrenador. Compitió en el torneo masculino en los Juegos Olímpicos de Verano de 1988.

## Trayectoria
Rubén José Agüero fue incursionando en las divisiones inferiores de Luján Sport Club de Mendoza. Por su físico (1,86 metros) lo ponían en divisiones mayores a la que correspondía por su edad. El "Negro" Agüero con 19 años ya tenía su lugar en Luján S.C. e impuso su presencia como marcador central.
Pasó a Deportivo Guaymallén con sus compañeros Mattioli y Morán y comenzó a a enfrentar a equipos grandes, luego pasó a Gimnasia y Esgrima de Mendoza para jugar los campeones Nacionales de 1981 y 1982. En el Torneo Nacional 1982 se había posicionado Agüero con la “6” de marcador central y en un encuentro frente a Estudiantes de La Plata, el 21 de febrero de 1982, el técnico de Estudiantes, Carlos Bilardo queda impresionado con la tarea.

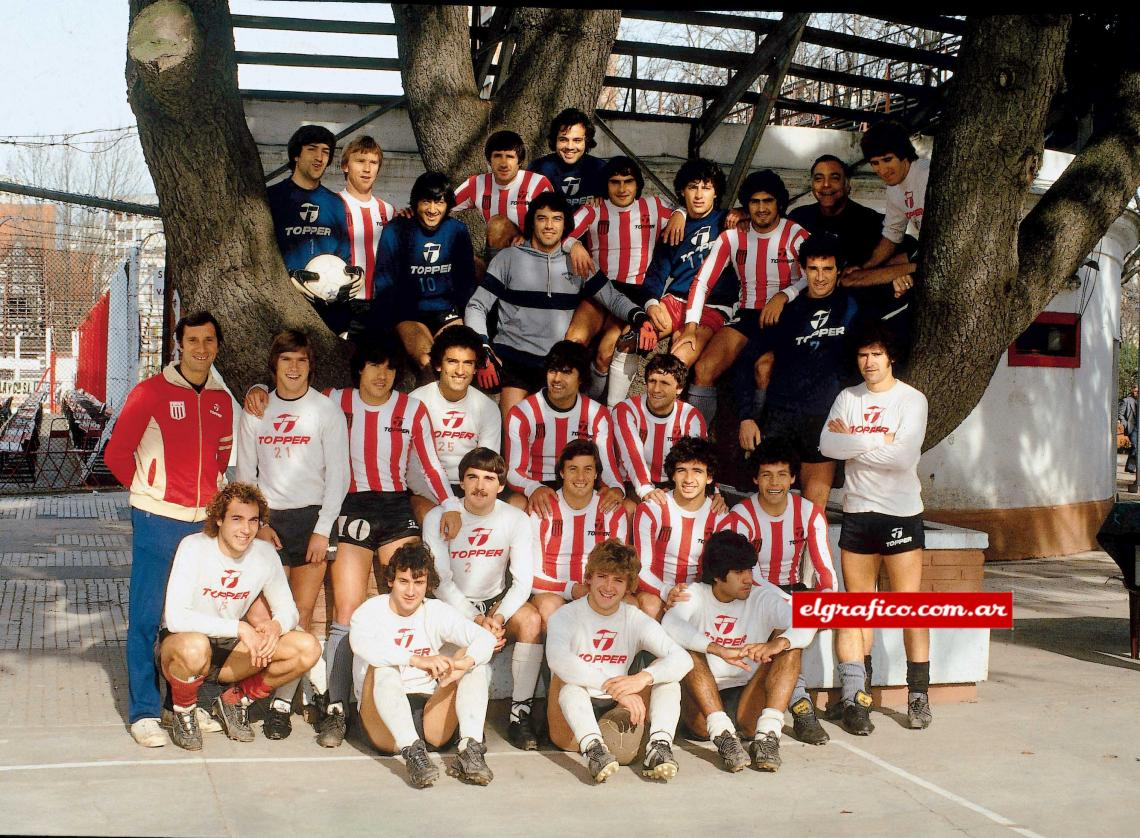
Estudiantes (LP) plantel 1982. (arriba): Bertero, Gette, Monzón, Landucci, Delménico, Sabella, Herrera, Gurrieri, Malvárez, Echevarría (PF), Vargas. (2.ª fila): Bilardo (DT), Camino, Trobbiani, Lemme, Brown, Gottardi, Galletti; (3.ª fila): Gugnali, Trama, Ponce, Russo. (abajo): Álvarez, Perazzo, Llane, Agüero, Daniel Martínez

El Metropolitano de 1982, que se jugó después del receso del Mundial de España, llegaría el título para Estudiantes, con el envión para que Bilardo fuese elegido para dirigir al seleccionado argentino, en lugar de Menotti.
El consejo de Carlos Bilardo “Es alto y rápido en los cruces” fue escuchado y el jugador mendocino fue comprado por Estudiantes, que pasó a ser dirigido por Eduardo Luján Manera. El nuevo DT hizo debutar a Agüero por la 2.ª fecha del Nacional, el 20 de marzo de 1983, en la derrota de visitante frente a Racing de Córdoba. El lujanino hizo pareja en la defensa con el "Tata" José Luis Brown y ese día también estuvieron en el equipo Russo, Trobbiani, Trama. 
El 10 de junio de 1983, en el torneo Nacional 1983, Estudiantes sale campeón con un equipo integrado con dos mendocinos: Rubén Agüero y José Daniel Ponce.
Carlos Bilardo siempre lo tuvo en cuenta y para los primeros días de enero de 1984 lo convocó para la Selección Argentina. Se jugaba la Copa Jawaharlal Nehru, en Calcuta, India. Juega de titular, los cinco partidos del torneo Luego el 2 de agosto de 1984, jugó en un amistoso frente a Uruguay (0-0) en el estadio de River Plate. Ingresó a los 40' reemplazando a José Luis Brown.
Agüero no recibió más convocatorias de Bilardo hasta que Carlos Pachamé lo llamó para integrar el equipo que participaría en los Juegos Olímpicos de Seúl 1988, en Corea del Sur.
De vuelta al fútbol argentino se quedó en Estudiantes hasta 1990 para completar 209 partidos y 14 goles. Pasó al Club Lanús en donde jugó 31 partidos y el equipo descendió al Nacional B. Se quedó y en el torneo 1991-1992 (jugó 29 encuentros), el granate fue campeón dirigido por un excompañero de Estudiantes: Miguel Ángel Russo. Tenía como compañero a un campeón Mundial, el Negro Héctor Enrique. La vuelta olímpica la dio frente a Deportivo Maipú al ganar 2-0.
El segundo semestre de 1992 se fue a jugar a Deportivo Quito, en Ecuador y en 1993 le llegó el momento del retiro y volvió a Estudiantes de La Plata a dirigir las divisiones inferiores.
Luego de dos años decidió dirigir por su cuenta. Así empezó una larga carrera de entrenador en donde lleva a más de 15 equipos dirigidos.
En el año 2020, en pleno transcurso de la pandemia, se funda una filial de Estudiantes de La Plata en Villa María, Córdoba, en honor al futbolista.

## Clubes

### Como jugador
| Club                          | País      | Año       |
| ----------------------------- | --------- | --------- |
| Gimnasia y Esgrima de Mendoza | Argentina | 1981-1982 |
| Estudiantes de La Plata       | Argentina | 1983-1990 |
| Lanús                         | Argentina | 1990-1992 |
| Deportivo Quito               | Ecuador   | 1992      |

### Participación en Juegos Olímpicos
| Torneo                        | Sede          |
| ----------------------------- | ------------- |
| Juegos Olímpicos de Seúl 1988 | Corea del Sur |

### Como entrenador
| Club                     | País      | Año       |
| ------------------------ | --------- | --------- |
| Deportivo Español        | Argentina | 1993-1994 |
| Cienciano                | Perú      | 1999      |
| San Martín de San Juan   | Argentina | 2000      |
| Defensa y Justicia       | Argentina | 2001      |
| Godoy Cruz               | Argentina | 2002      |
| San Martín de San Juan   | Argentina | 2003      |
| Lujan de Cuyo            | Argentina | 2003      |
| Alumni de Villa María    | Argentina | 2004      |
| Sarmiento de Junín       | Argentina | 2005      |
| Defensa y Justicia       | Argentina | 2005-2006 |
| Huracán de Tres Arroyos  | Argentina | 2006-2007 |
| Atlanta                  | Argentina | 2008      |
| Alumni de Villa María    | Argentina | 2009      |
| Villa San Carlos         | Argentina | 2011-2012 |
| Textil Mandiyú           | Argentina | 2012-2013 |
| San Telmo                | Argentina | 2013      |
| Villa Mitre              | Argentina | 2013-2014 |
| Tiro Federal             | Argentina | 2015      |
| Defensores de Cambaceres | Argentina | 2019-2021 |

## Palmarés

### Como jugador
| Título                         | Club                    | País      | Año     |
| ------------------------------ | ----------------------- | --------- | ------- |
| Campeonato de Primera División | Estudiantes de La Plata | Argentina | 1982    |
| Campeonato Nacional B          | Lanús                   | Argentina | 1991-92 |